# Harrison Otálvaro
José Harrison Otálvaro Arce (Cali, 28 febbraio 1986) è un ex calciatore colombiano, di ruolo centrocampista.

## Palmarès

### Club

#### Competizioni nazionali
- Campionato colombiano: 3

América de Cali: 2008-II
Millonarios: 2012-II
Atlético Nacional: 2015-II
- Copa Colombia: 1

Millonarios: 2011